# Горбунова, Анастасия Олеговна
Анастасия Олеговна Горбунова (род. 17 мая 1994, Новочебоксарск, Чувашия) — российская триатлонистка. Мастер спорта России. Участница Олимпийских игр 2020 года.

## Биография

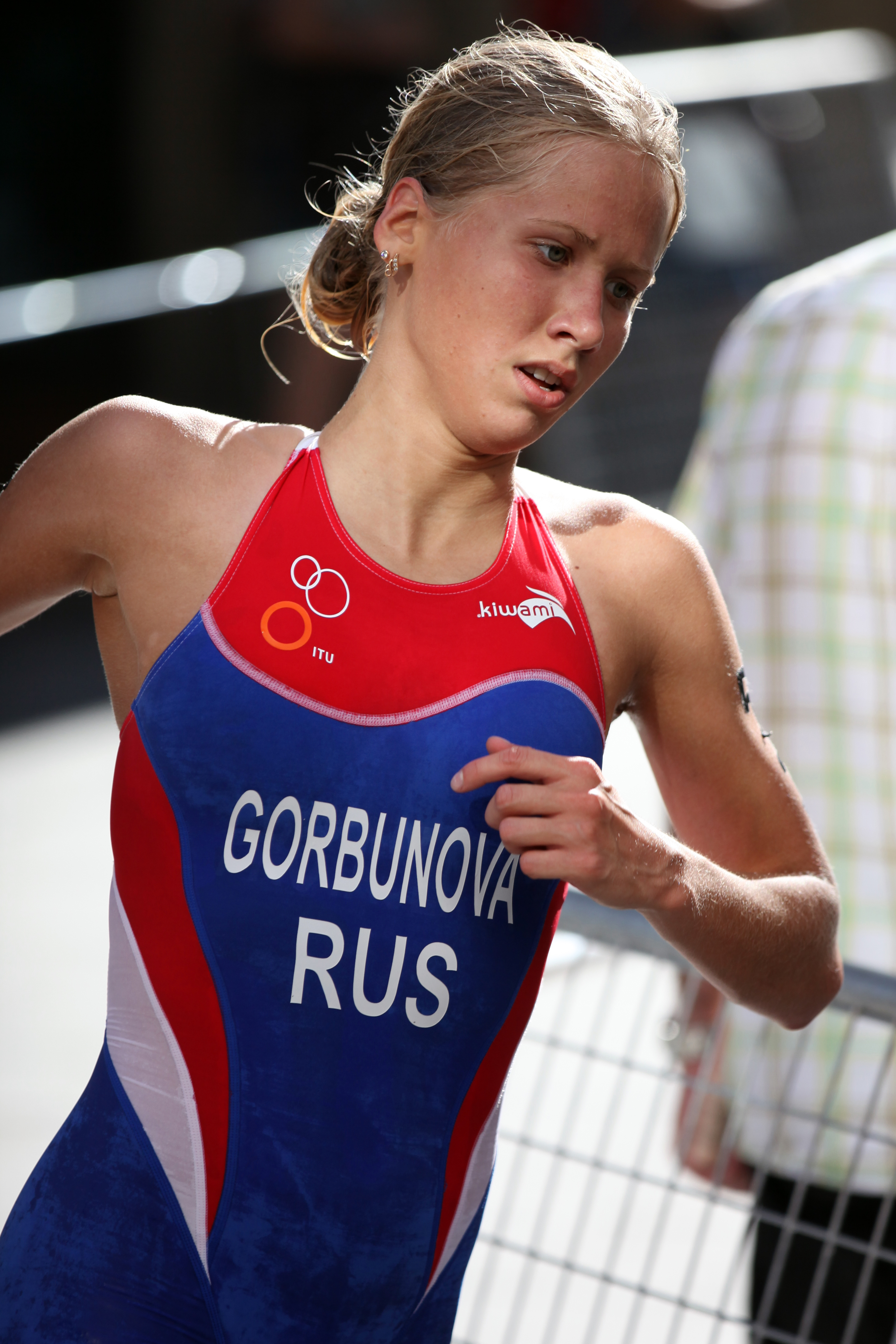
Горбунова в 2011 году

Отец — тренер по триатлону, а мать — тренер по плаванию. Первоначально Анастасия занималась плаванием, а в 14 лет начала пробовать свои силы в триатлоне. С 2005 года проживает вместе с родителями в Пензе. В зимнее время тренировалась на Кипре или в Турции. Занималась по руководством таких специалистов как О. Б. Горбунов, А. А. Гижа и Н. Г. Горбунова.
Воспитанница Училища олимпийского резерва Пензенской области. На спортивных соревнованиях представляла Центр спортивной подготовки (Пенза) и Школу высшего спортивного мастерства по водным видам спорта (Санкт-Петербург). На юниорском чемпионате мира по триатлону 2011 года в Пекине заняла 19 место.
В 2017 году стала бронзовым призершей чемпионата Европы в смешанной эстафете и серебряной призёршей молодёжного чемпионата Европы в смешанной эстафете. Горбунова на чемпионате России завоёвывала золото 2020 года и серебро 2018 и 2019 годов. Соучредитель команды Russian Triathlon Club, созданной в 2019 году.
Лучший результат на Кубке мира показала в 2021 году в Мексике, где заняла 7 место, что позволило россиянке выступить на Олимпийских играх 2020 в Токио. На соревнованиях Горбунова упала с велосипеда и досрочно завершила гонку.